# Antoine Pierre Savonneau
 (janvier 2025).
Si vous disposez d'ouvrages ou d'articles de référence ou si vous connaissez des sites web de qualité traitant du thème abordé ici, merci de compléter l'article en donnant les références utiles à sa vérifiabilité et en les liant à la section « Notes et références ».
Antoine Pierre Savonneau, né le 16 octobre 1734 à Renay (Loir-et-Cher) et mort le 14 février 1799 dans la même ville, est un homme politique français. Il est le fils de Pierre Savonneau, marchand cabaretier à Renay, et de Marie Brière.

## Biographie
Fermier laboureur à Renay, agent Municipal dans la même commune, puis cultivateur à Saint-Firmin-des-Prés, il est Conseiller général du Loir-et-Cher en 1790, député de Loir & Cher du 1er septembre 1791 au 20 septembre 1792, maire de Meslay de janvier 1795 à 1796.